# Kavu (bois sacré)

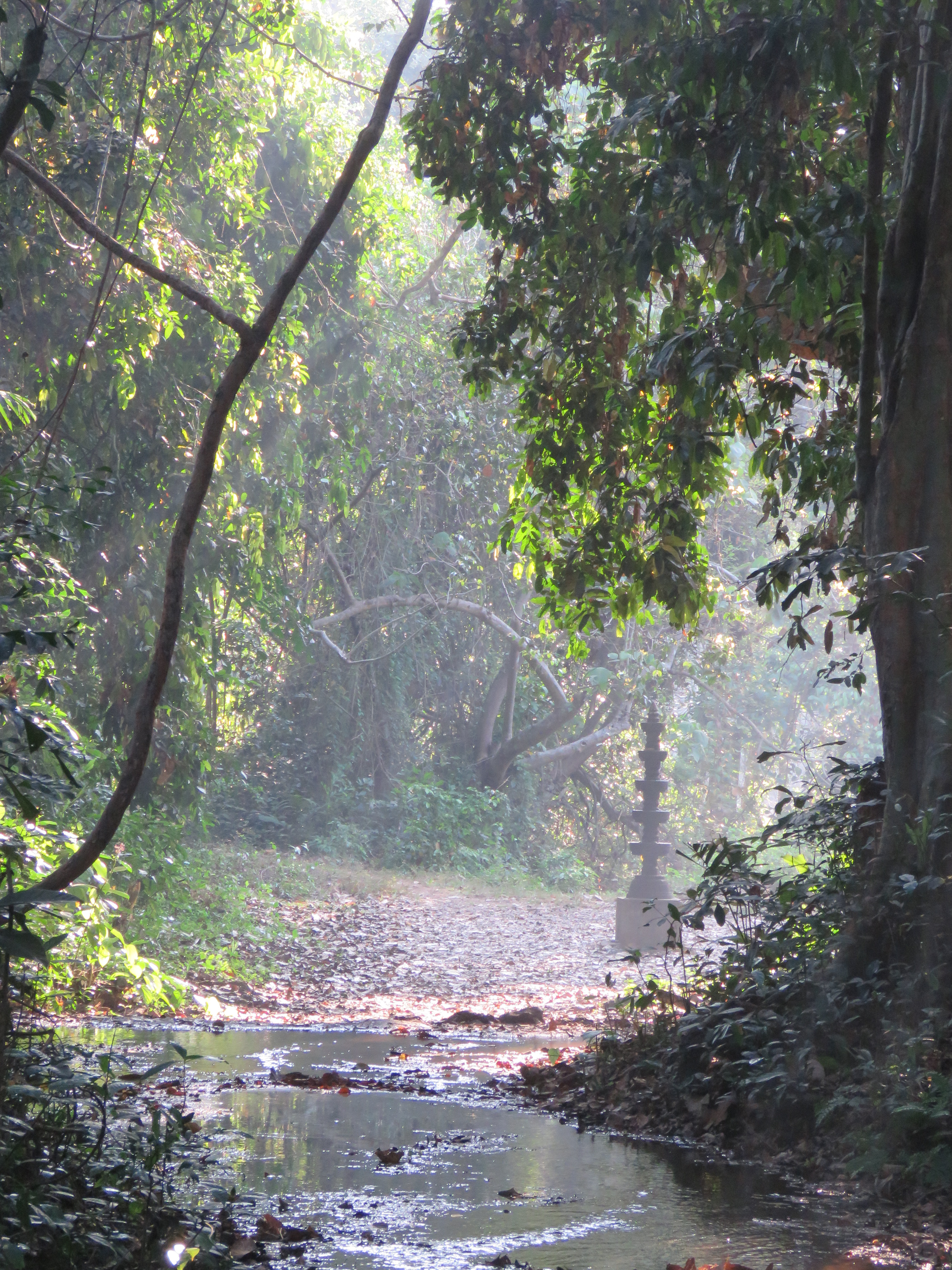
Kavu Iringol

Le kavu (en malayalam : കാവ്) est un type de bois sacré retrouvé sur la côte de Malabar au sud-ouest de l'Inde, particulièrement dans sa partie malayalophone. 
Ils peuvent abriter des temples et des sanctuaires, et ils peuvent accueillir des cérémonies de theyyam, un rituel hindou qui a pour but la rencontre, la consultation et la propitiation des dieux à travers des personnes possédées. 
Les sarpa kavus sont des kavus peuplés de serpents et qui contiennent des représentations d'un Nâgarâja (Ananta,Takshaka, Vāsuki) ou d'une déité en relation avec les serpents.
Les kavus peuvent être des jardins-forêts.

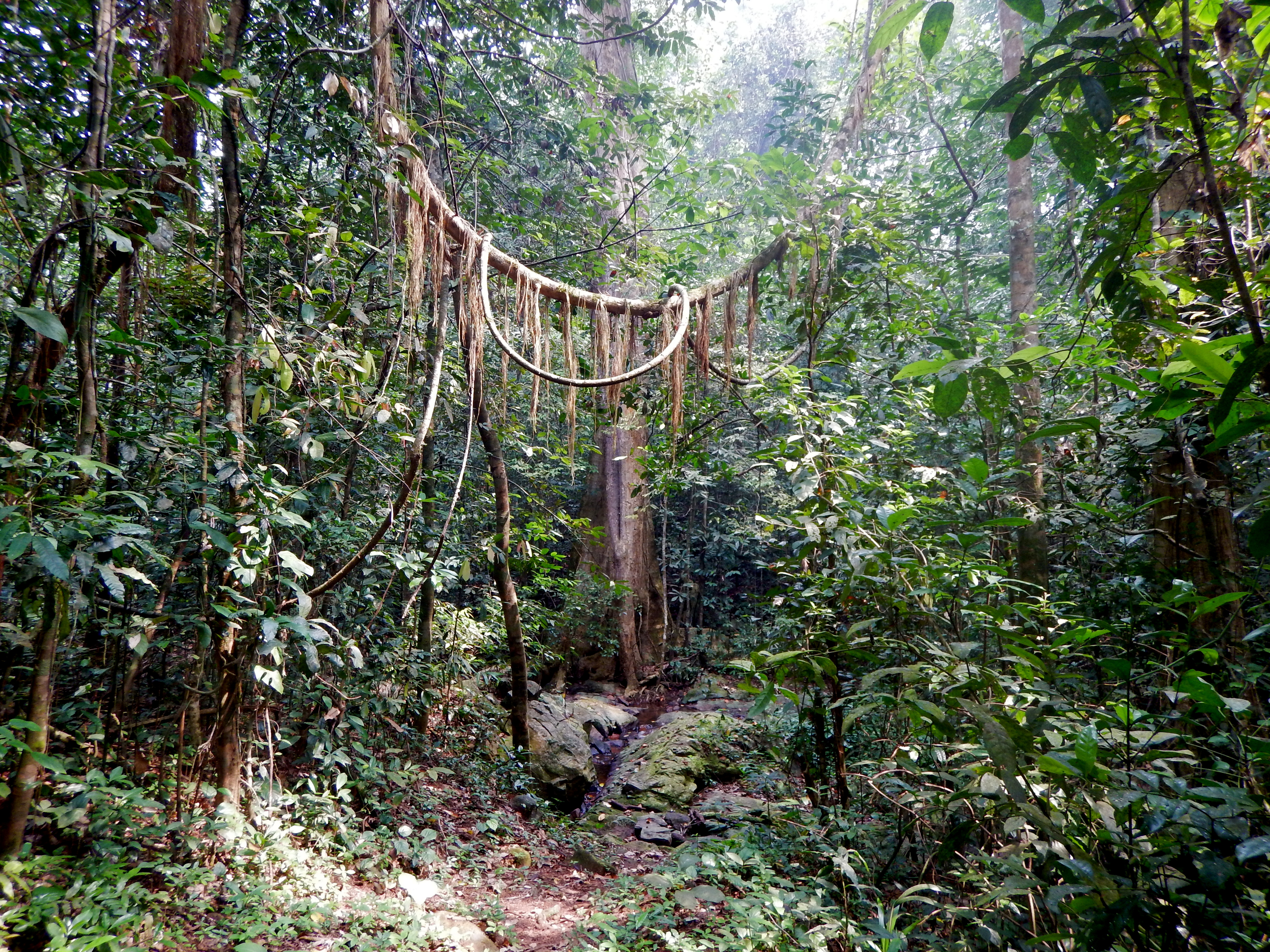
Kavu Kammadam
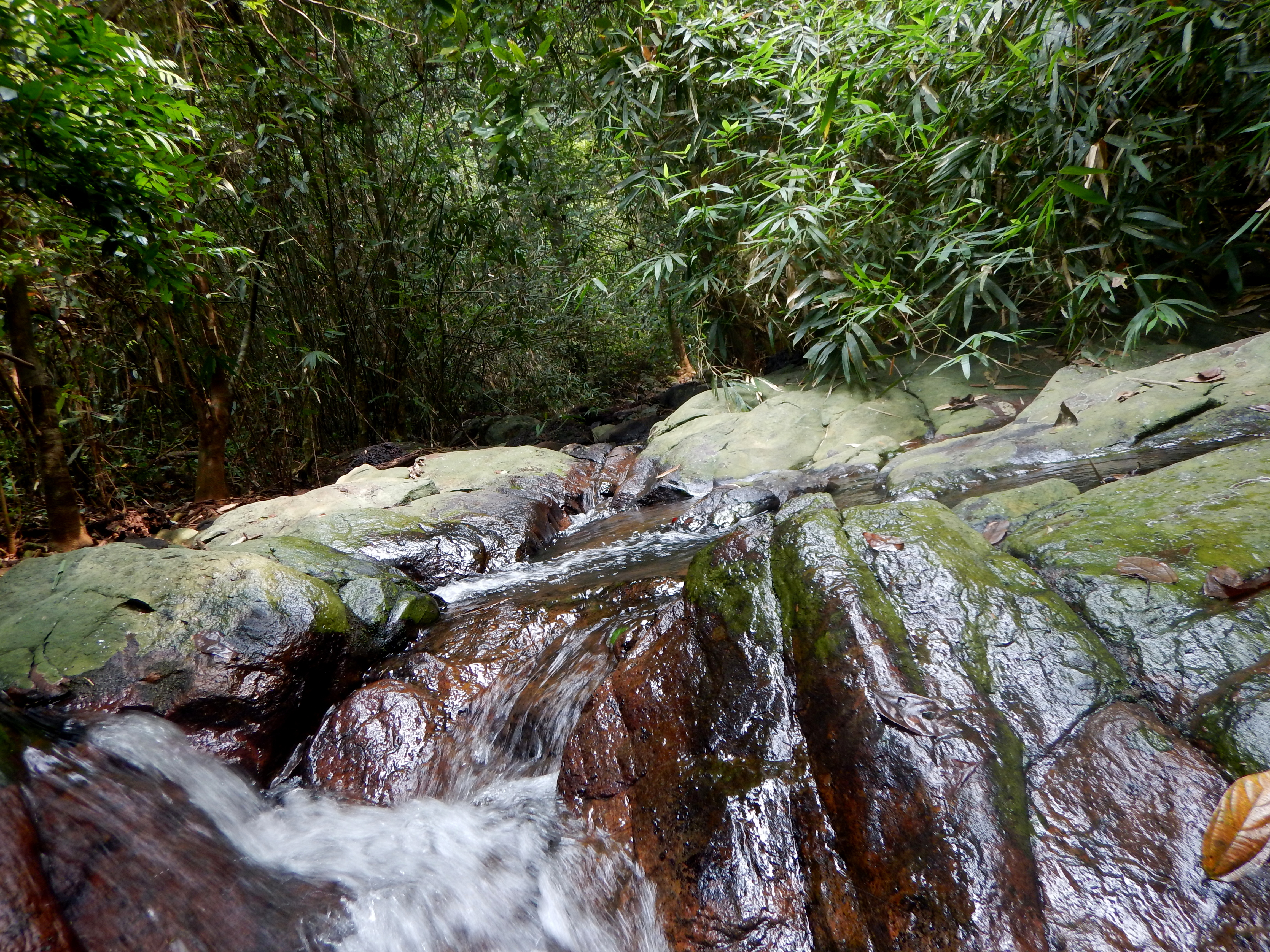
Kavu Kammadam
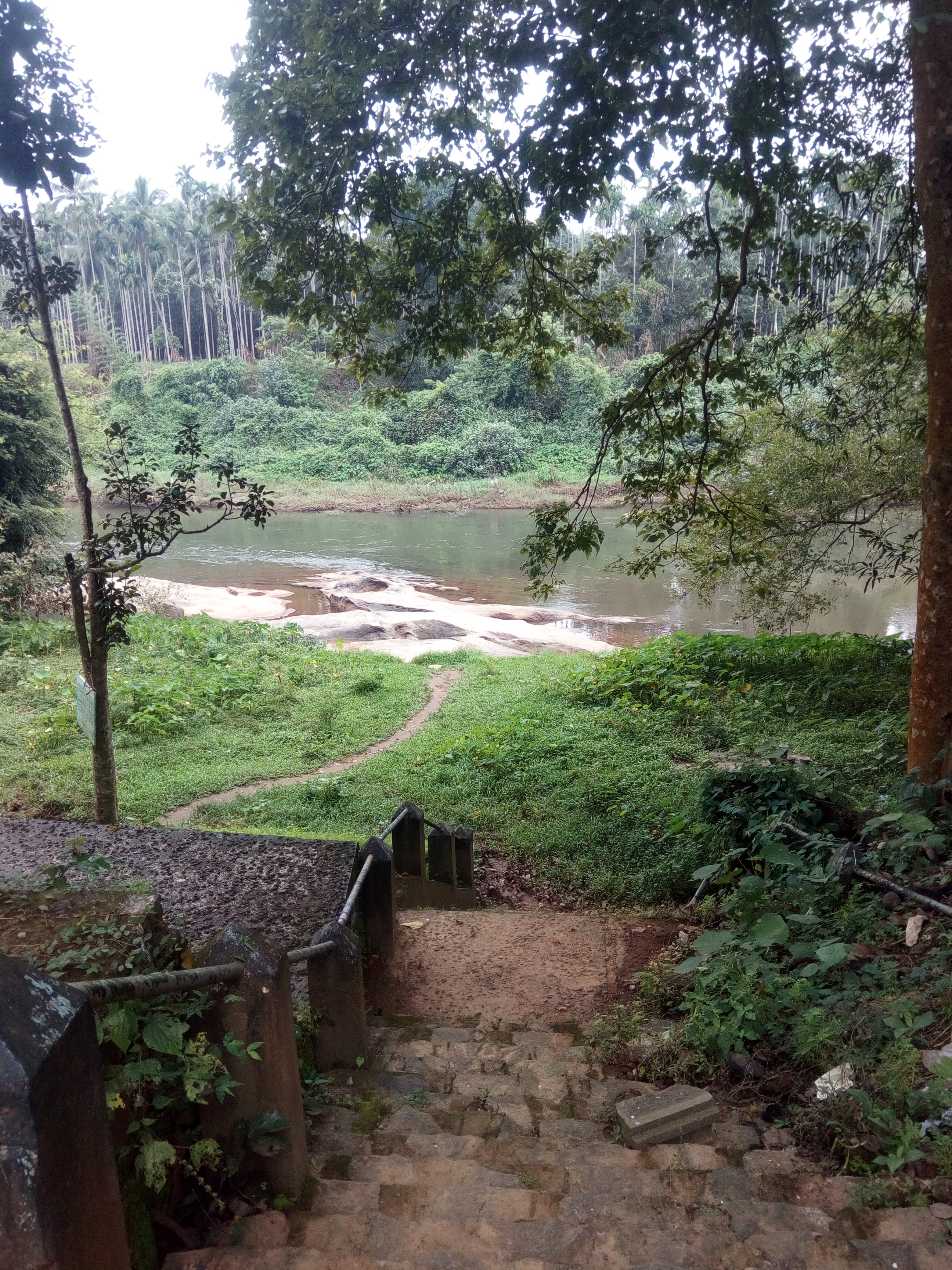
Kavu Chemmanthitta
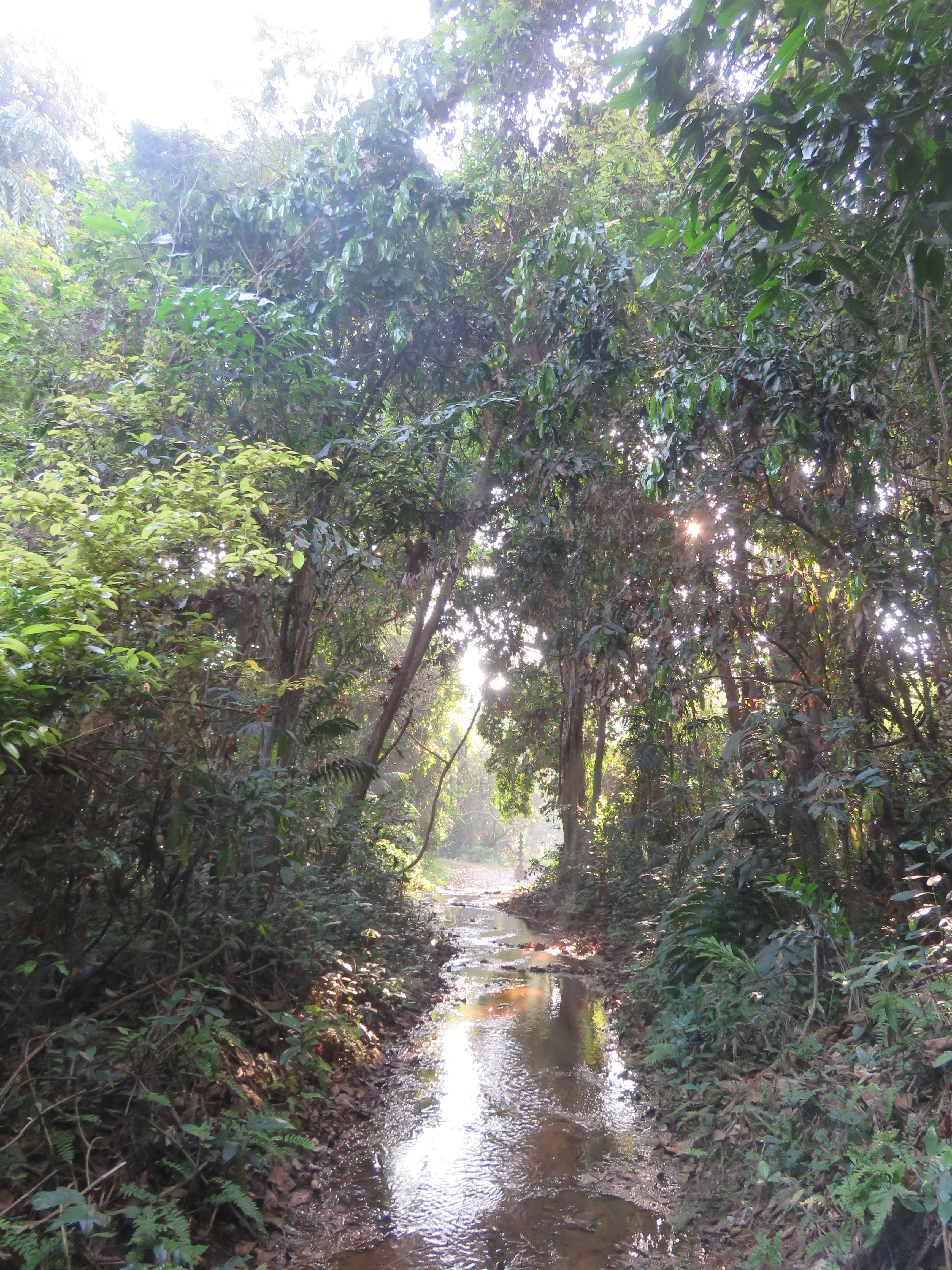
Kavu iringole

Temples
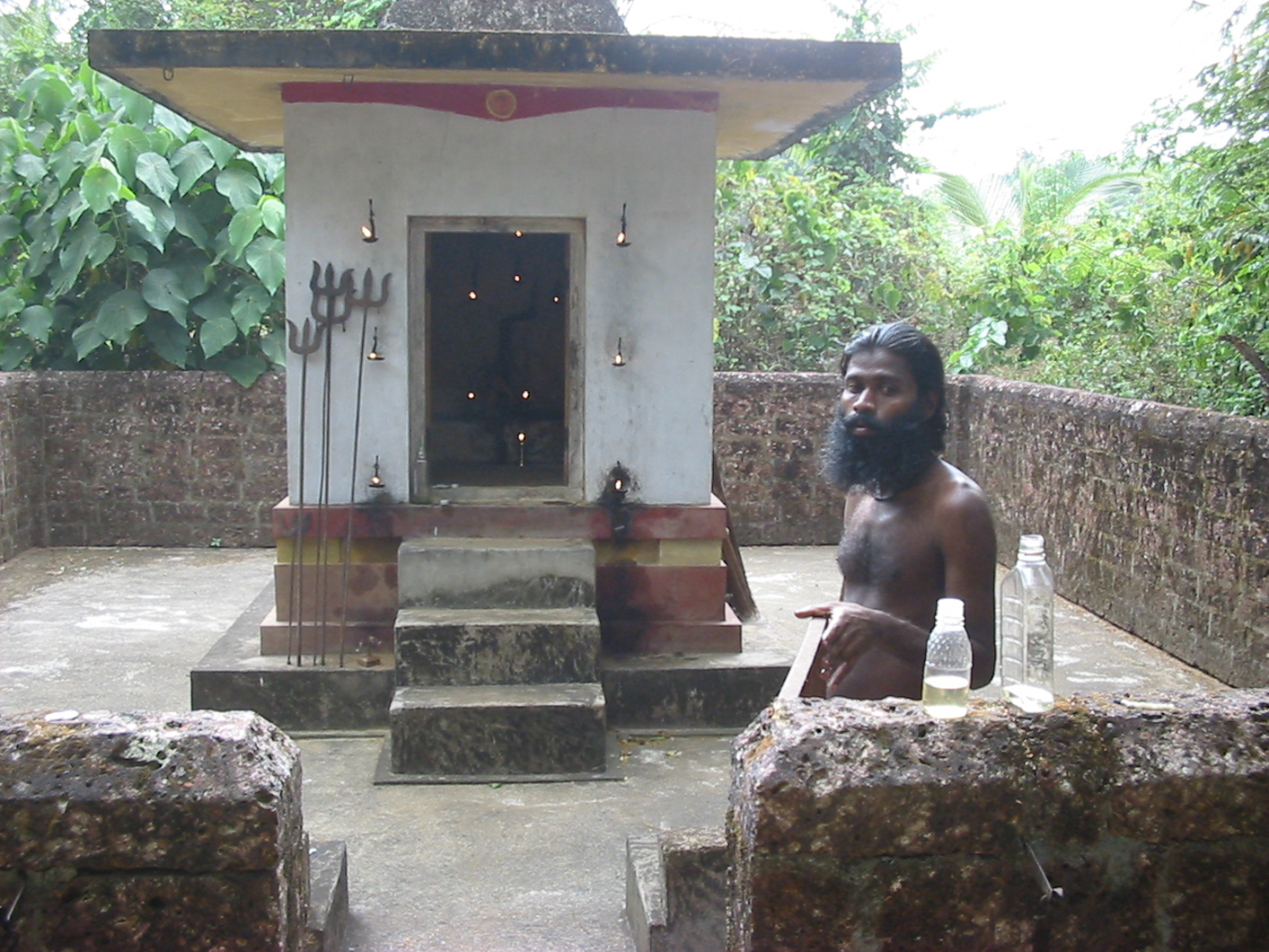
Kavu Poochariyum
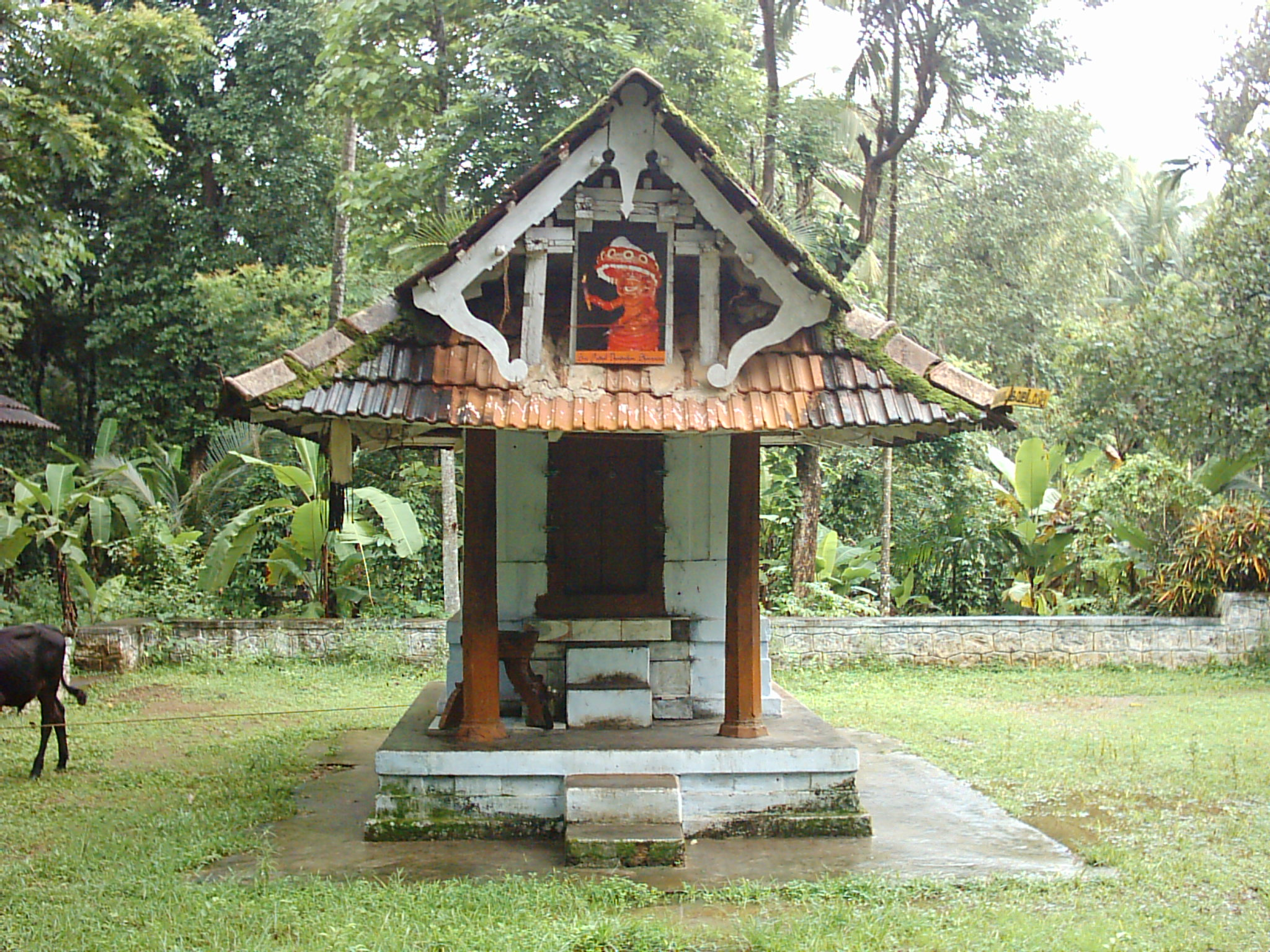
Temple Sree Padiyil Vayanatu Kulavan
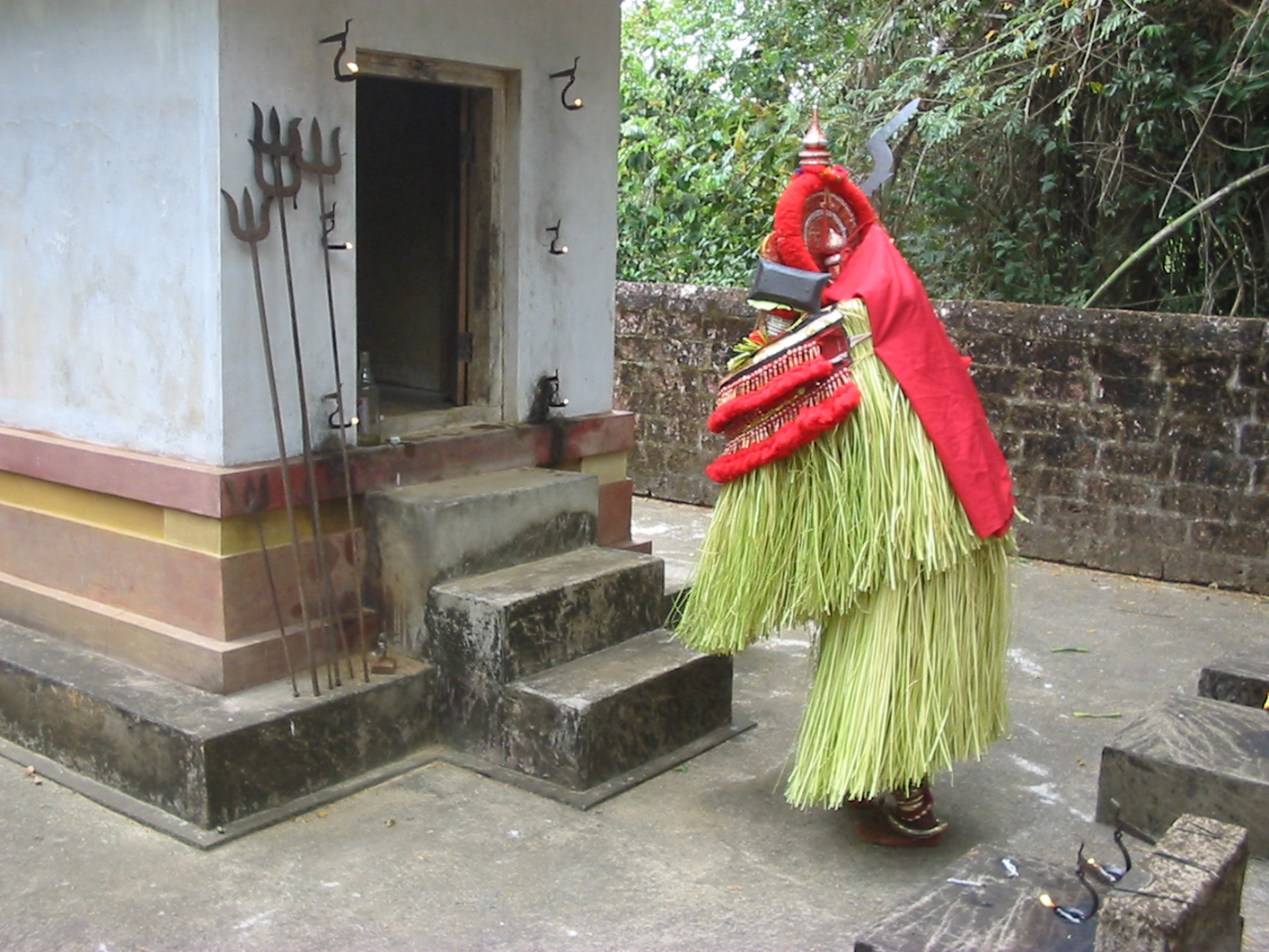
Kandadukkam Karinchamundi
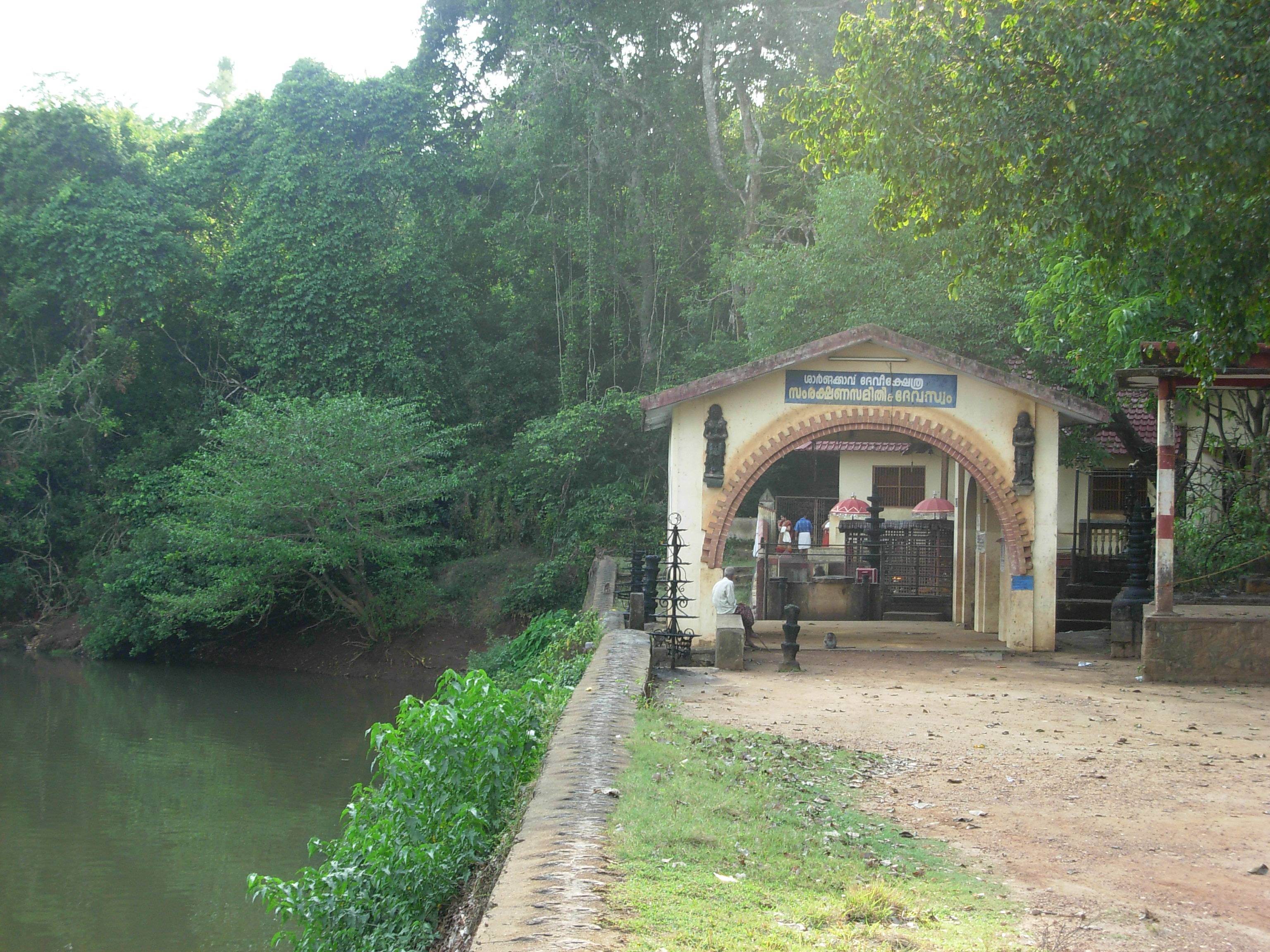
Kavu Chama
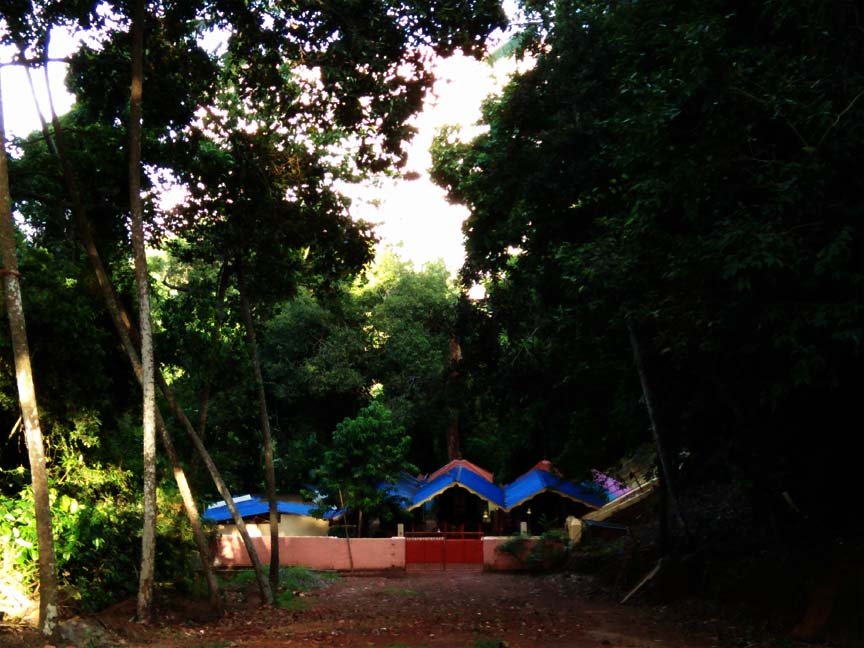
Kavu à Thiruvananthapuram

Sanctuaires
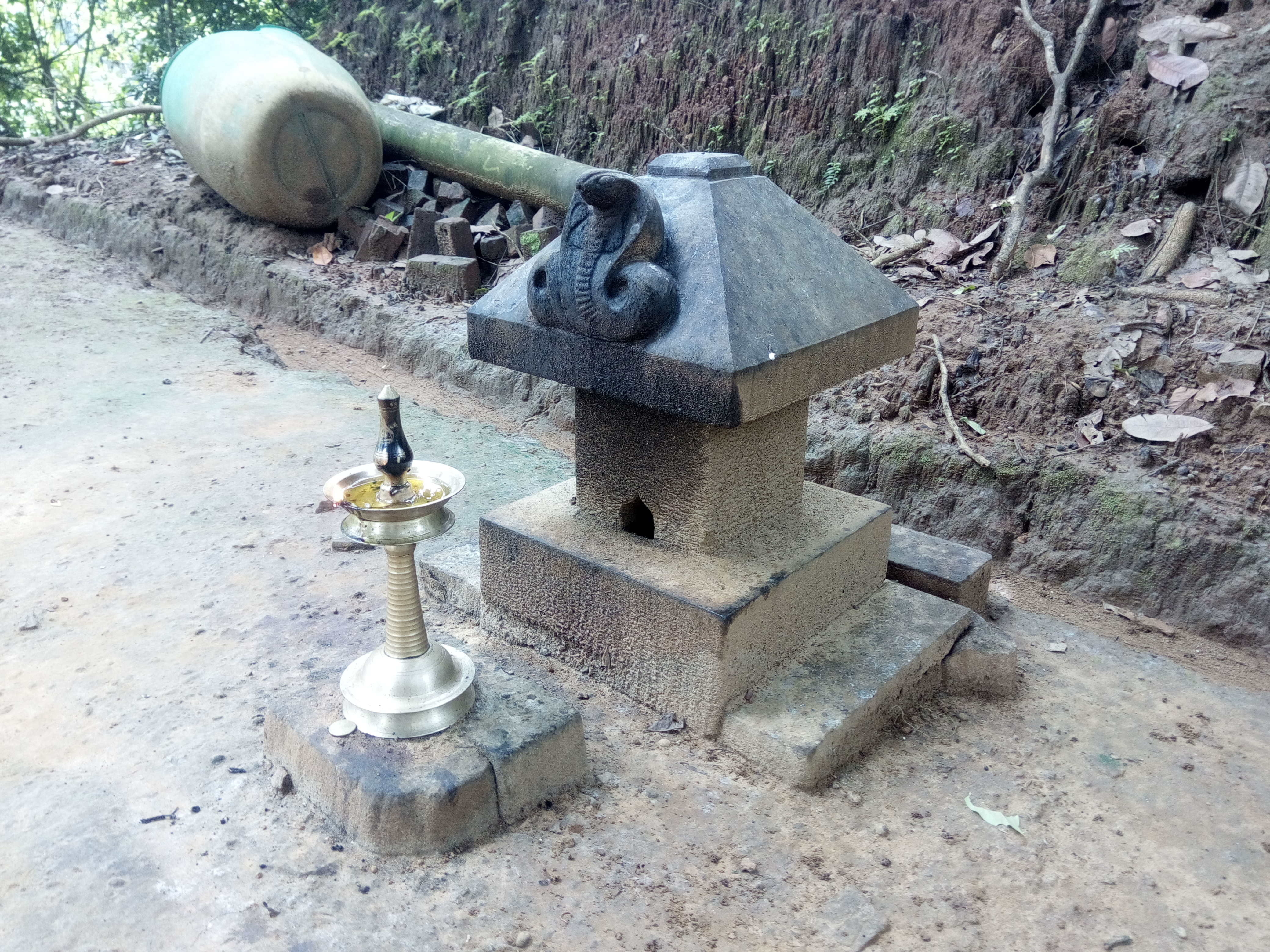
Kavu Chemmanthitta
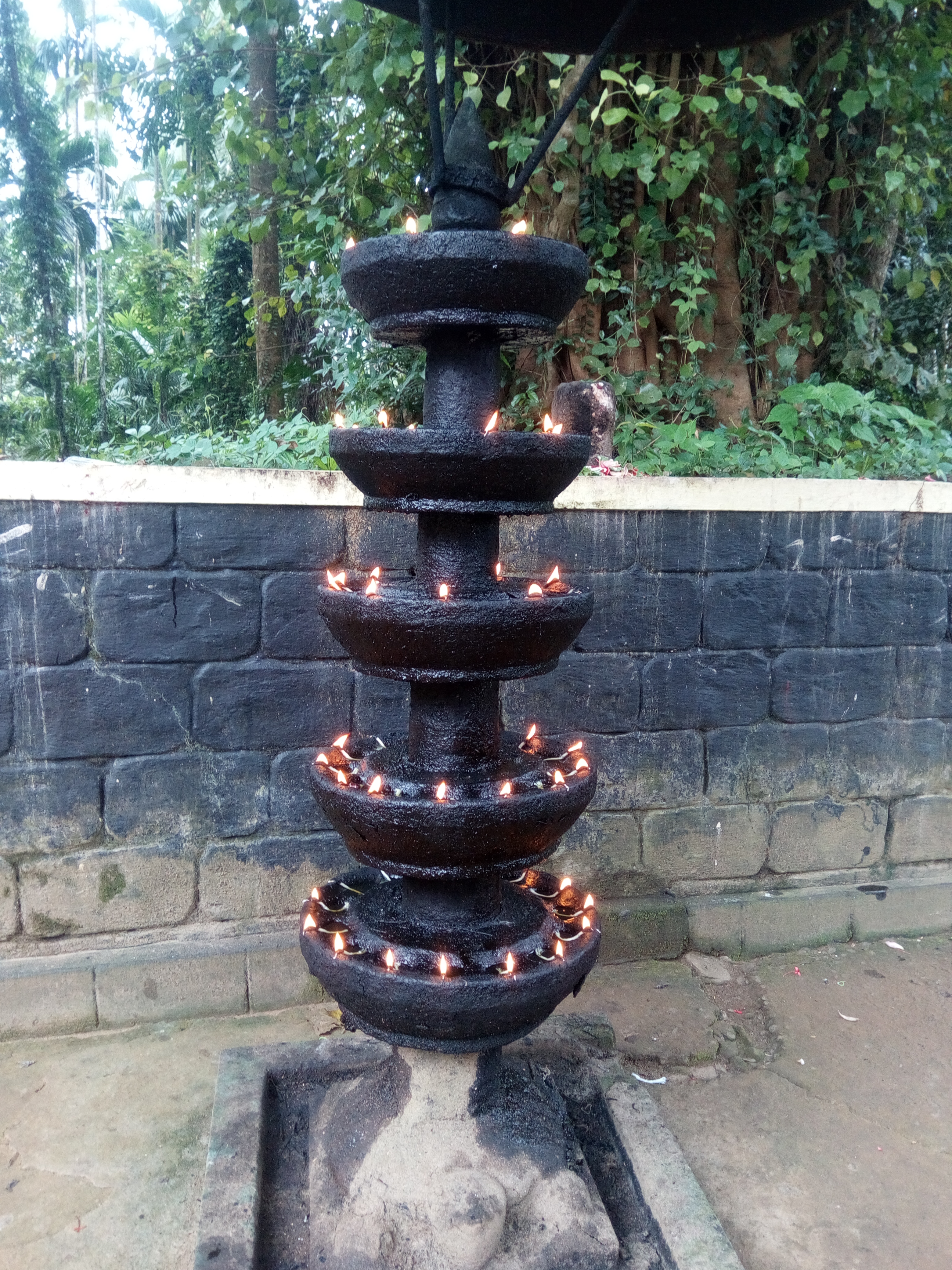
Kavu Chemmanthitta
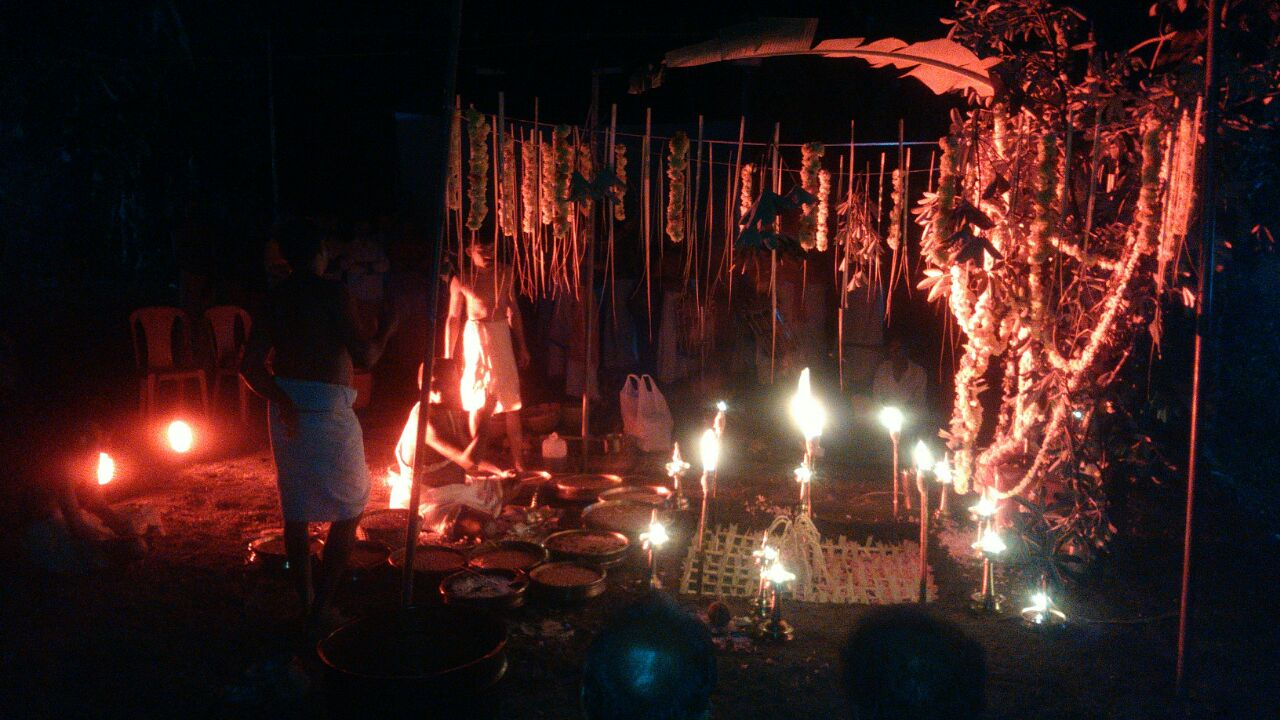
Kavu Elangavathu
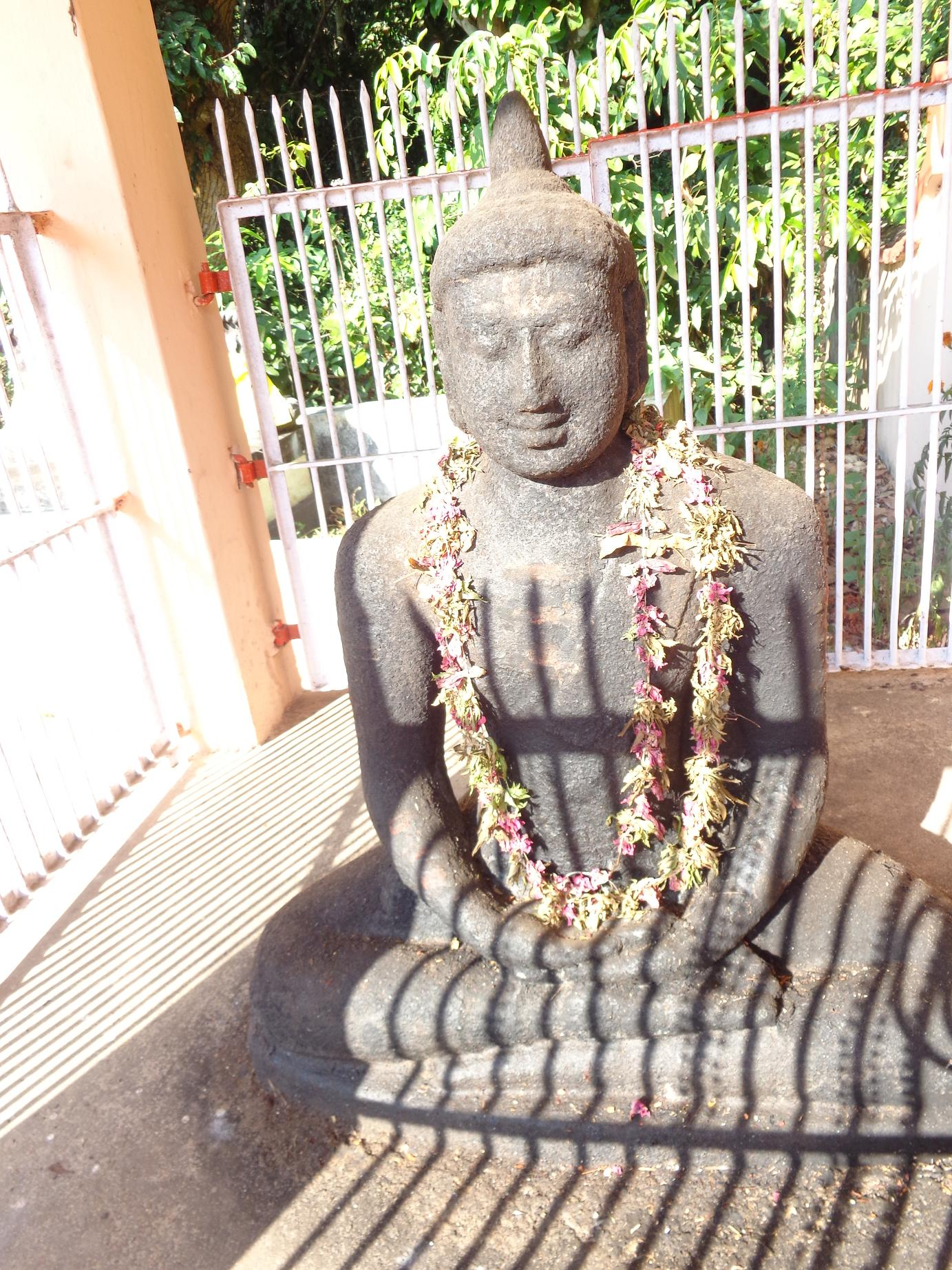
Kavu Bharani

Sarpa kavus
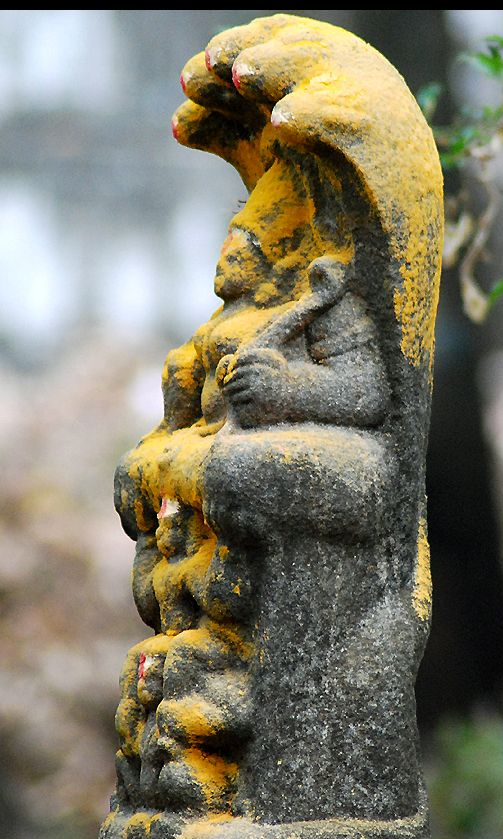
Sarpa kavu à Thrissur
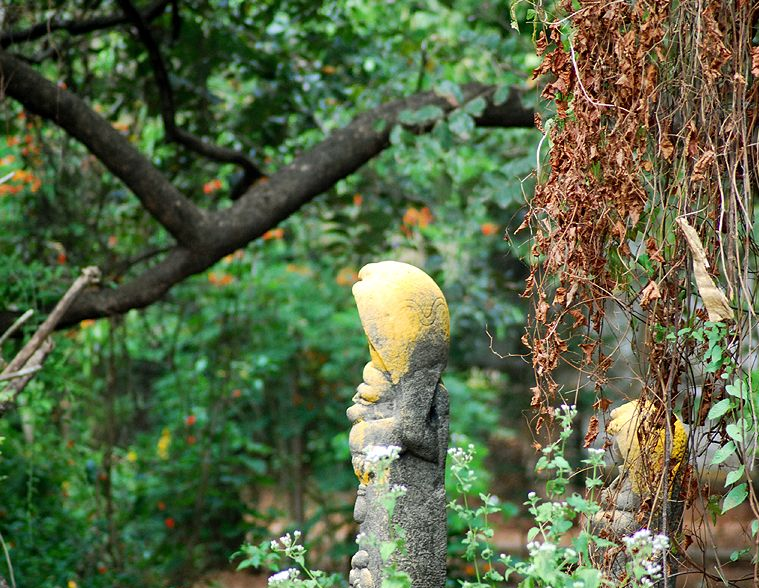
Sarpa kavu à Thrissur
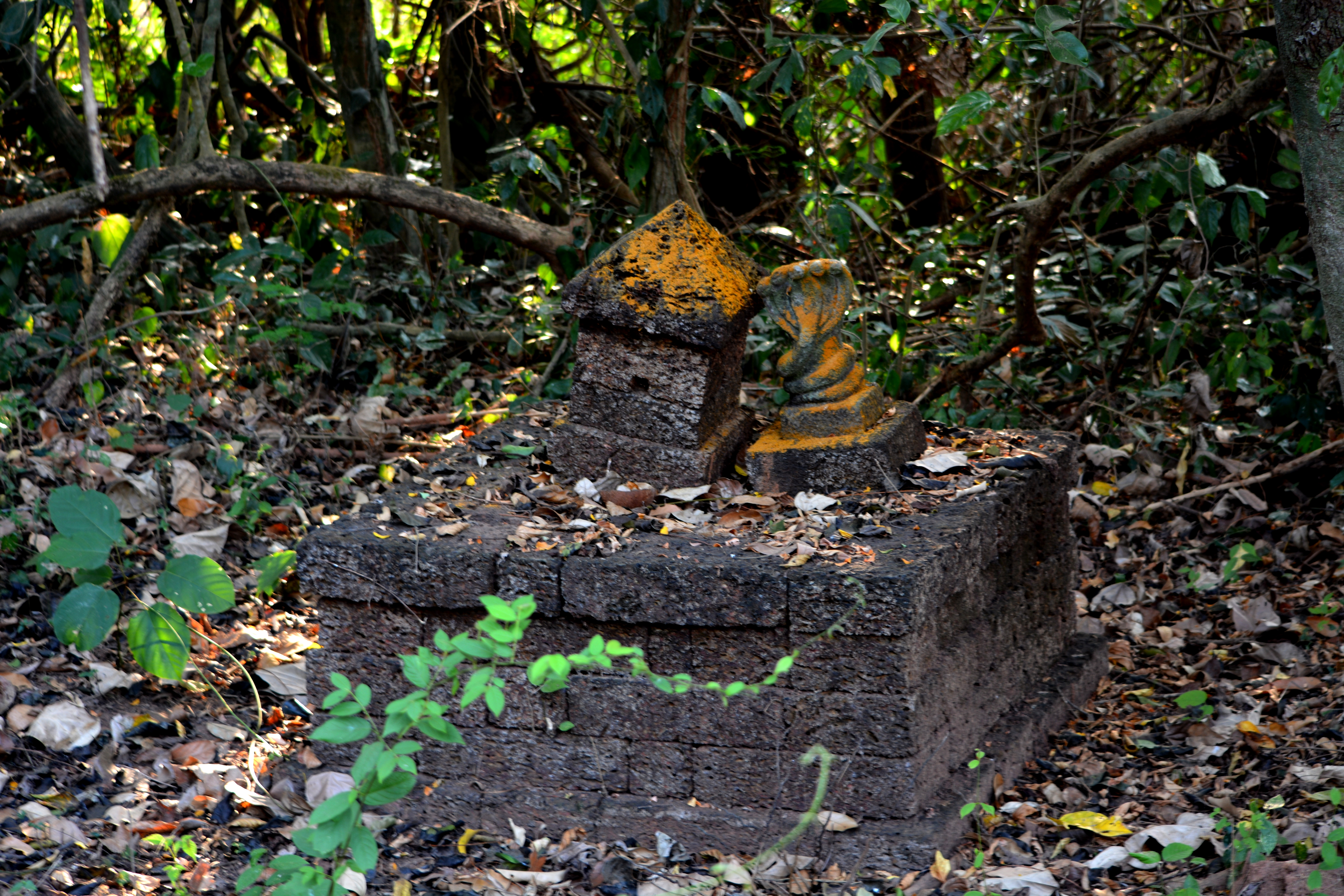
Sarpa kavu près de Narikkodu
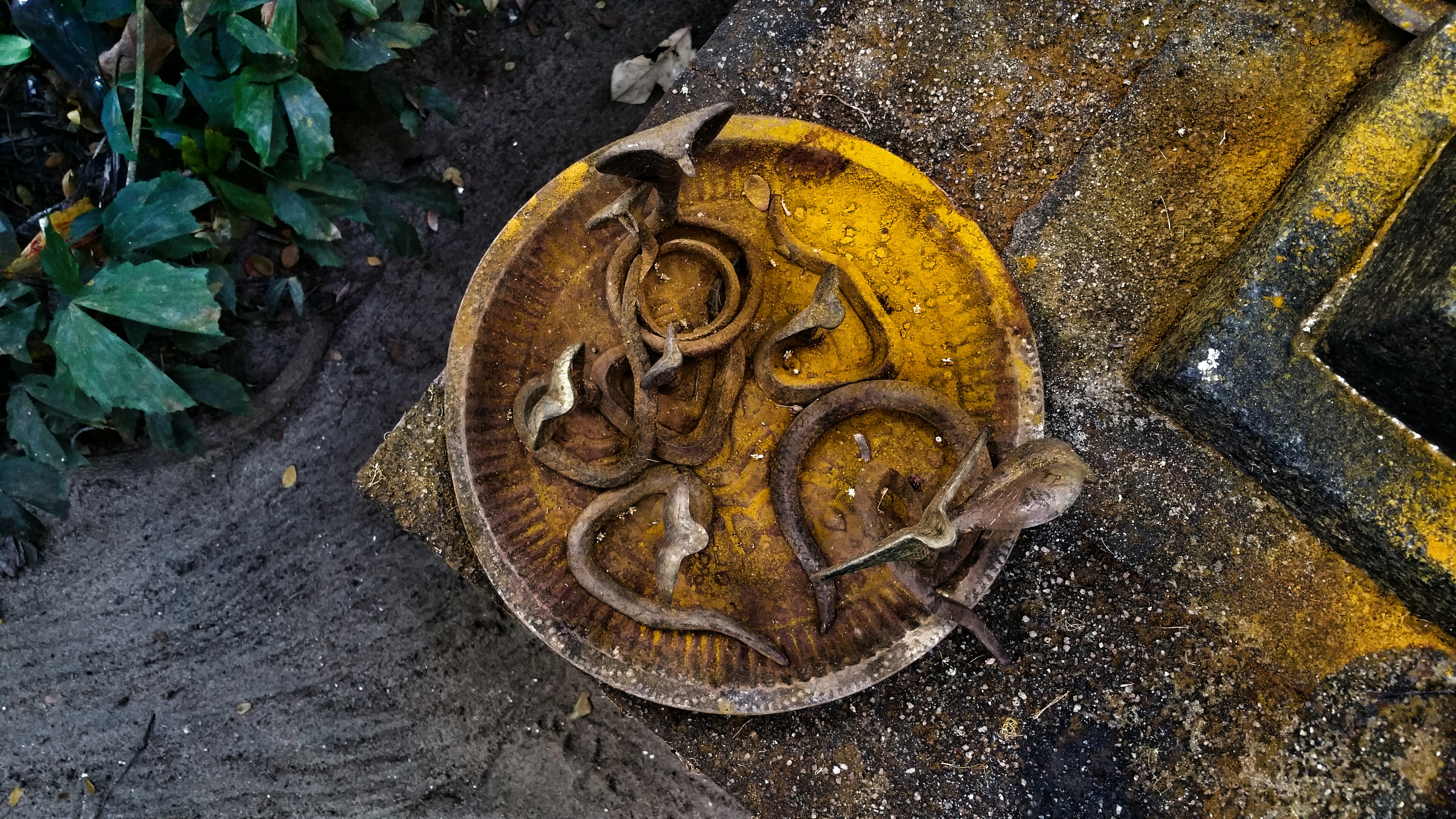
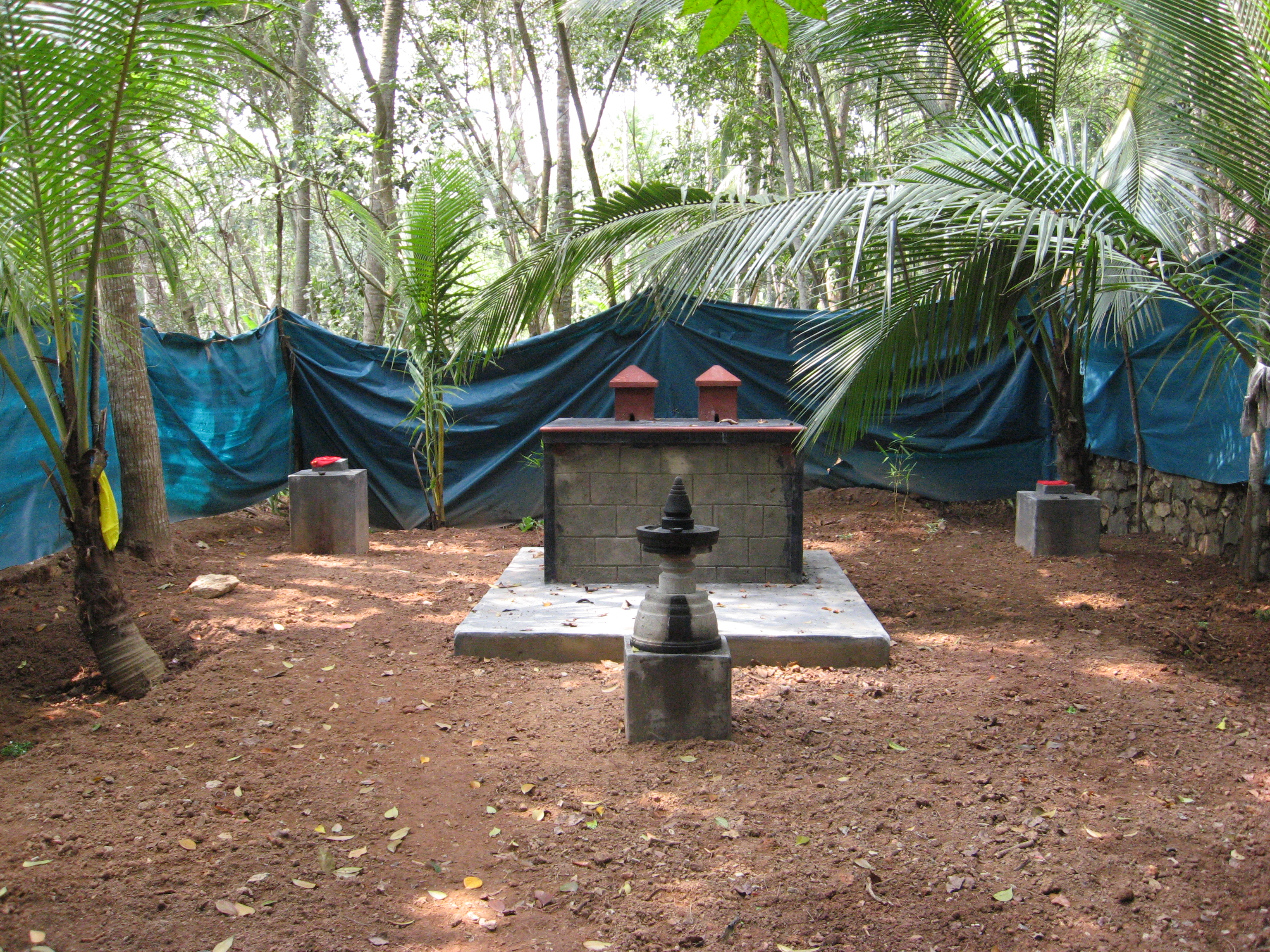
Sarpa kavu qui fut vandalisé pour ses pierres

Theyyams
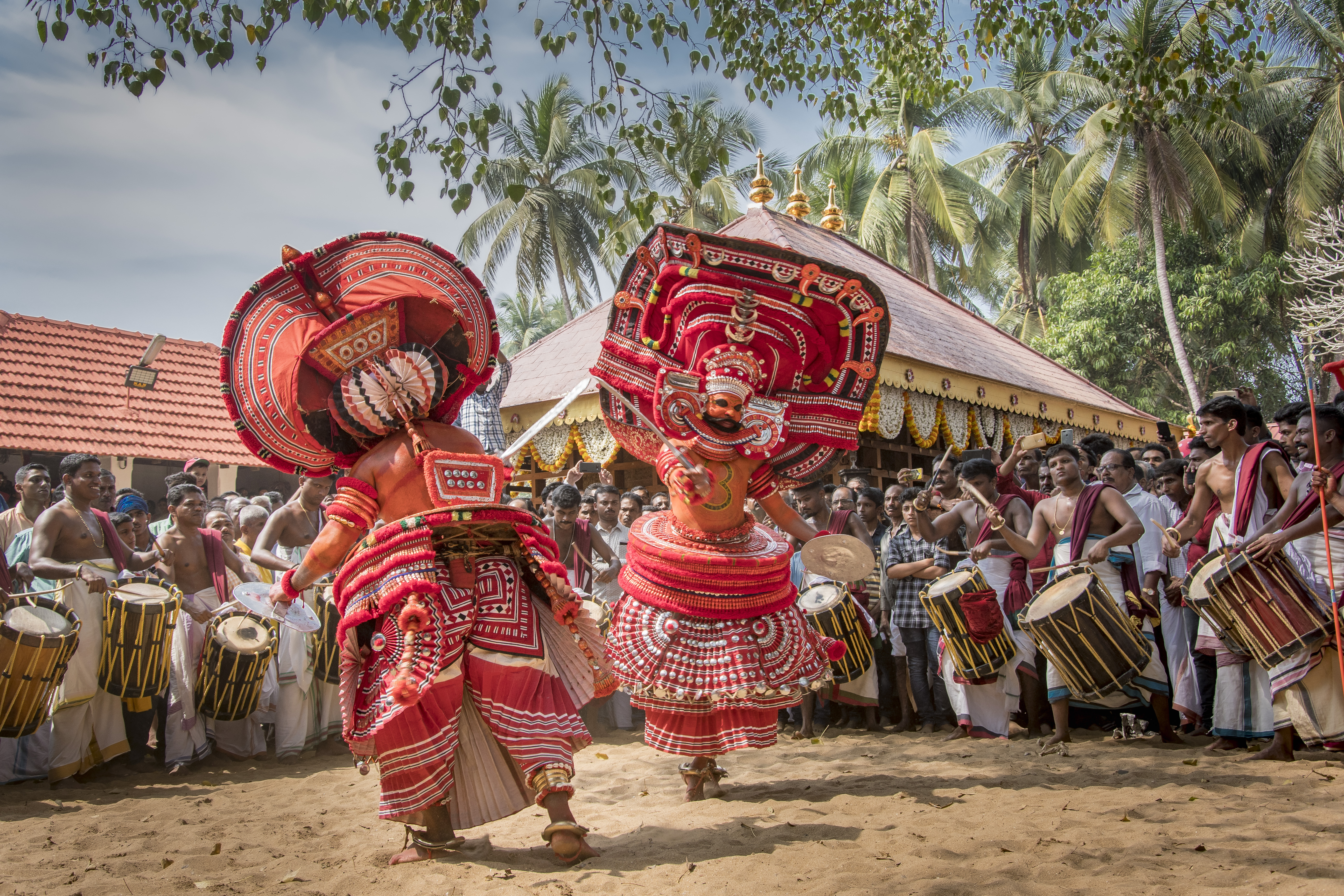
Kavu Andaloor
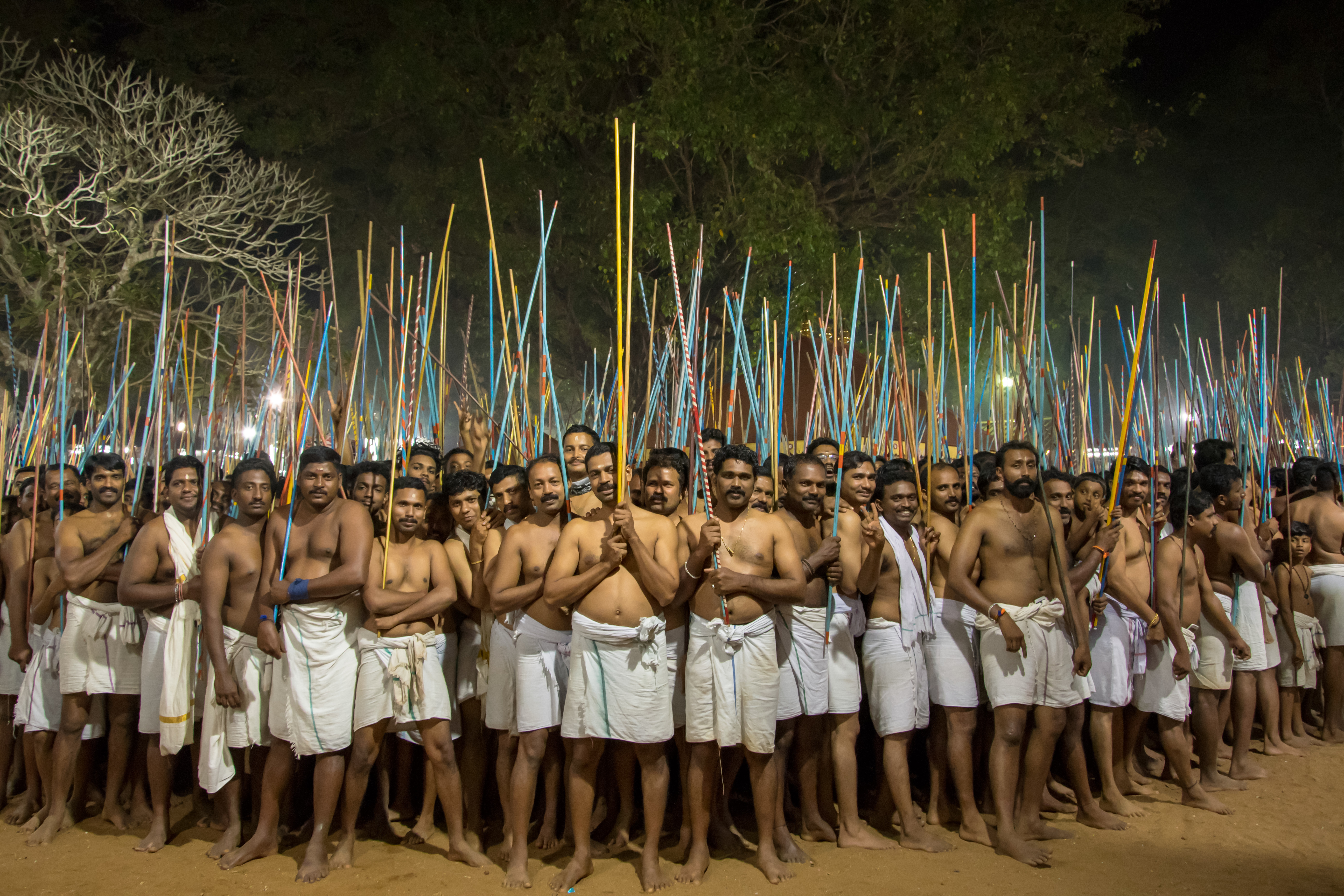
Kavu Andaloor
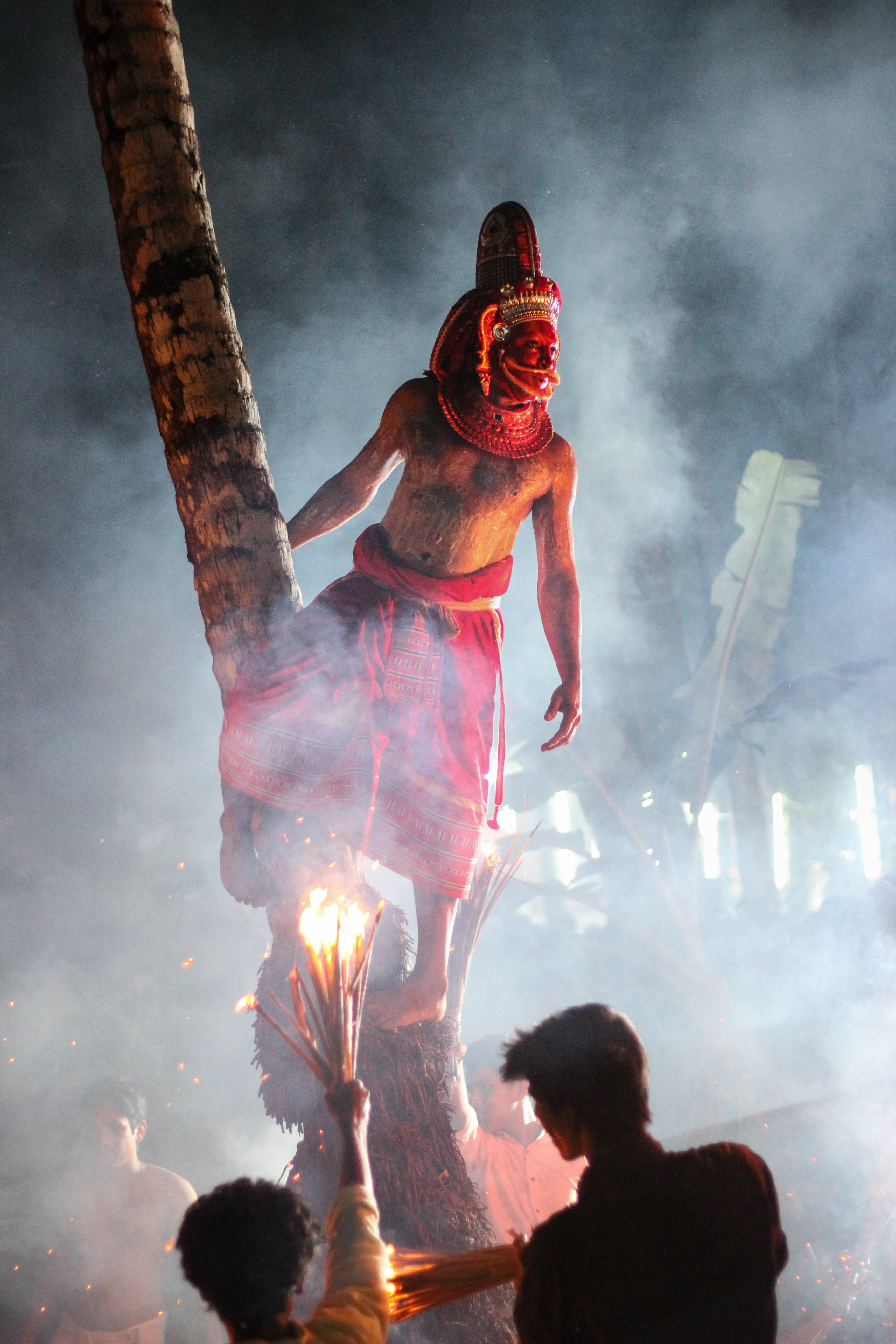
Kavu Muchiriyan, à Cannanore
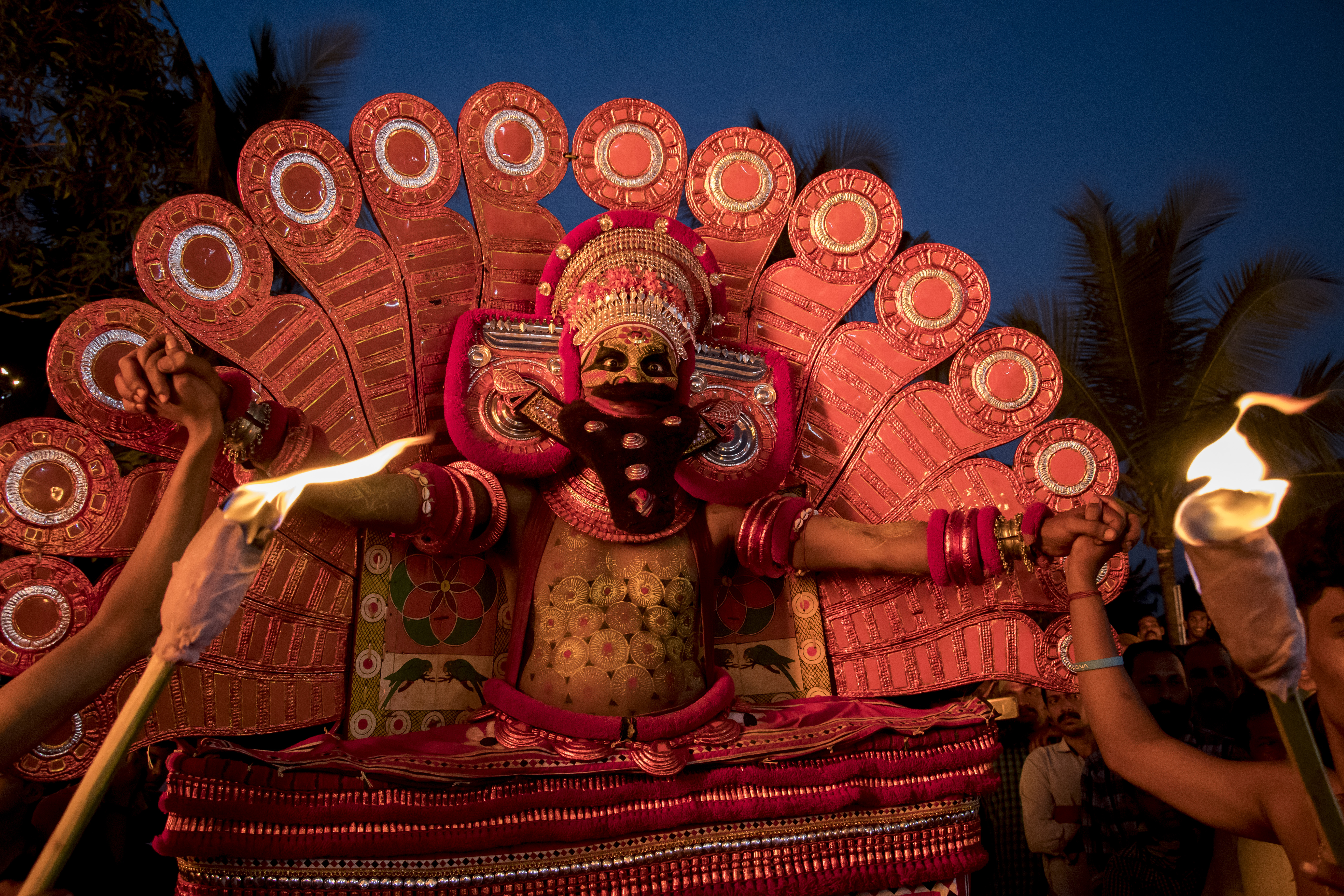
Kavu de Mandothum à Kadachira (en)
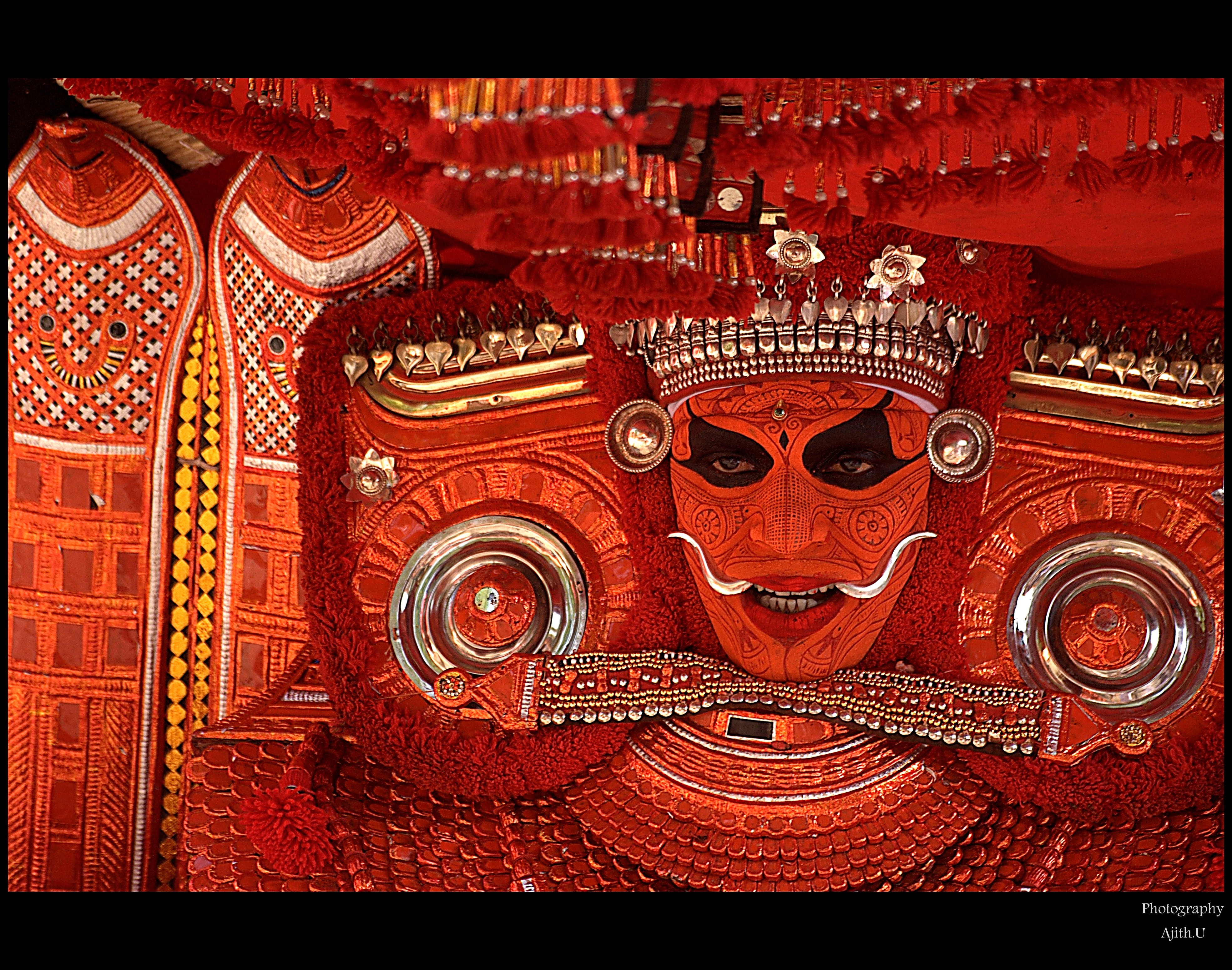
Kavu Muchilott à Payyanur (en)